# Алберт Ферт
Алберт Луј Франсоа Ферт (фр. Albert Louis François Fert, IPA: ; Каркасон, 7. март 1938) француски је физичар и лауреат Нобелове награде за физику 2007.
Године 1970. докторирао је на универзитету Париз-југ са тезом „Особине транспорта електрицитета у никлу и гвожђу” (фр. Propriétés de transport électrique dans le nickel et le fer). Потом је био вођа тима за истраживање чврстих стања на истој институцији.
Фертова група истраживача је 1988. открила ГМР ефекат у структури слојева гвожђа и хрома. Независно од њега, нешто касније је група под руководством Петера Гринберга дошла до сличних резултата. Откриће ГМР ефекта омогућило је израду магнетних читача тврдих дискова изузетно високог капацитета, који су данас у широкој употреби. 
Ово откриће припада новој грани физике, спинтроници, која се бави особинама спина електрона. 
Од 1976. Ферт је професор на Универзитету Париз-југ у Орсеју. 
За проналазак ГМР ефекта Ферту и Гринбергу је 2007. додељена Нобелова награда за физику.